# Михалис Какоянис
Михалис Какоянис (на гръцки: Μιχάλης Κακογιάννης) е гръцки режисьор.

## Биография
Какоянис е роден на 11 юни 1922 година в Лимасол на Кипър, който по това време е британско владение. Следва право в Лондон и през 1943 година получава адвокатски права, но продължава да учи актьорско майсторство и режисура, като от 1941 до 1950 година сътрудничи на международната секция на Би Би Си.
През 1953 година Михалис Какоянис се установява в Атина и през следващите години става част от групата нови режисьори, като Никос Кундурос и Такис Канелопулос, които модернизират гръцкото кино в следвоенните десетилетия. Много от филмите му представляват кинематографични адаптации на класически древногръцки трагедии, най-вече от Еврипид, но най-голяма международна известност получава филмът му „Зорба гъркът“ (1964), по едноименния роман на Никос Казандзакис. За него той е номиниран за Оскар и Златен глобус за най-добра режисура. По време на Режима на полковниците живее в емиграция.
Михалис Какоянис умира на 25 юли 2011 година в Атина.

## Избрана филмография
| година | филм         | оригинално заглавие | бележки |
| ------ | ------------ | ------------------- | ------- |
| 1962   | Електра      | Ηλέκτρα             |         |
| 1964   | Зорба гъркът | Αλέξης Ζορμπάς      |         |
| 1977   | Ифигения     | Ιφιγένεια           |         |